# 都賀清司
都賀 淸司（つが せいじ、1885年3月25日 - 1946年6月17日）は、日本の俳優、元子役である。新漢字表記都賀 清司。津賀 清司、都賀 静司と表記に揺れがある。本名須永 淸三郎（すなが せいざぶろう）。

## 人物・来歴
1885年（明治18年）3月25日、埼玉県大里郡西島村（のちの同郡深谷町大字西島、現在の深谷市西島町）に生まれる。『日本映画俳優名鑑 昭和四年版』には本名も芸名に同じとあるが、『日本映画俳優名鑑 昭和五年版』では改まっている。
幼少時から子役として舞台に上がっていた。時期は不明であるが結婚し、東京府東京市本郷区駒込坂下町（現在の東京都文京区千駄木2丁目あるいは3丁目）に在住した満27歳のとき、1912年（明治45年）5月18日に長女・都賀静子が生まれ、その後、生年月日は不明であるが長男・都賀一司が生まれている。1923年（大正12年）9月1日に起きた関東大震災のため、関西に移り、同年12月までには、兵庫県西宮市甲陽園にあった東亜キネマ甲陽撮影所に入社しており、同月公開された『夕日を浴びて』（監督山根幹人）に出演した記録が残っている。1924年（大正13年）7月31日に公開された『熱血の洗礼』（監督本山裕児）には、娘の静子ともども出演している。同月、東亜キネマは、牧野省三率いるマキノ映画製作所を吸収合併したが、1925年（大正14年）6月には、牧野が再度独立、御室撮影所を開いてマキノ・プロダクションを設立、都賀は娘とともに、東亜キネマからマキノへ移籍した。このとき、妻の都賀かつも入社し、結髪係となる。
1929年（昭和4年）7月25日、牧野省三が亡くなり、同年9月にマキノ正博を核とした新体制が発表になると、都賀は、嵐冠三郎、荒木忍、南光明、根岸東一郎、谷崎十郎、阪東三右衛門、そして長男の一司らとともに「俳優部男優」に、娘の静子は「俳優部女優」にそれぞれ名を連ねた。その後、新体制下のマキノ・プロダクションは財政が悪化し、1931年（昭和6年）6月、同社解散により退社した。記録に残る同社での最後の出演作は、1930年（昭和5年）11月14日に公開された『信州侠客伝』（監督中島宝三）であった。娘とともに東活映画社に移籍していたが、翌1932年（昭和7年）2月には、高村正次と立花良介が御室撮影所に設立した正映マキノキネマに参加したが、同社は同年4月には解散しており、出演歴は見当たらない。同年、高村正次らが同所に設立した宝塚キネマ興行に親子3人で移籍したが、同社も1934年（昭和9年）2月には解散に追い込まれている。同社の最後は、給料遅配が4か月続き、解散時には50銭しか渡されなかったという。
その後、満50歳となった1935年（昭和10年）8月29日に公開された、第一映画社製作、松竹キネマ配給によるトーキー『お嬢お吉』（監督高島達之助・溝口健二）に出演した記録が残っているが、以降の出演記録が不明である。妻かつは、1938年（昭和13年）6月15日に公開された東宝映画京都撮影所が製作した『花ちりぬ』（監督石田民三）に、結髪係としてクレジットされている。
1946年（昭和21年）6月17日、娘・静子と共に満州からの引き揚げの途中、疫病のため死去した。

## フィルモグラフィ
クレジットはすべて「出演」である。公開日の右側には役名、および東京国立近代美術館フィルムセンター（NFC）、マツダ映画社所蔵等の上映用プリントの現存状況についても記す。同センター等に所蔵されていないものは、とくに1940年代以前の作品についてはほぼ現存しないフィルムである。資料によってタイトルの異なるものは併記した。

### 東亜キネマ甲陽撮影所
すべて製作は「東亜キネマ甲陽撮影所」、配給は「東亜キネマ」、すべてサイレント映画である。
- 『夕日を浴びて』（『夕日の沈む頃』『果てしなき道』改題） : 監督山根幹人、1923年12月製作・公開
- 『熱血の洗礼』 : 監督本山裕児、1924年7月31日公開 - 胡慶章（支那人）
- 『森の朝』 : 監督山本嘉次郎、1925年3月12日公開
- 『罪に立つ女』 : 監督仁科熊彦、1925年7月16日公開

### マキノプロダクション御室撮影所
すべて製作は「マキノプロダクション御室撮影所」、配給は「マキノ・プロダクション」、すべてサイレント映画である。
- 『白虎隊』 : 総監督マキノ省三、監督勝見正義、1925年8月28日公開 - 鐘楼守甚助
- 『鎌腹』 : 監督マキノ省三、1925年10月9日公開 - 郷士植村瀬左衛門
- 『弁天小僧』 : 総監督マキノ省三、監督沼田紅緑、1925年10月23日公開 - 浜松屋幸兵衛
- 『糸の乱れ 後篇』 : 総監督牧野省三（マキノ省三）、監督沼田紅緑、1925年10月23日公開 - 医者卜庵
- 『復讐と兄弟』 : 監督勝見正義、1925年12月18日公開 - 佐伯甚兵衛（主演）
- 『忠弥召捕』 : 監督マキノ省三・沼田紅緑、1926年1月8日公開 - 岩井河内
- 『真人間』 : 総指揮マキノ省三、監督富沢進郎、1926年1月9日公開 - 丹波屋喜左衛門（主演）
- 『喧嘩日記』 : 監督井上金太郎、1926年1月31日公開 - 叔父
- 『孔雀の光 前篇』（『孔雀の光 第一篇』[7]） : 総指揮マキノ省三、監督沼田紅緑、1926年2月26日公開 - 松原左少将通忠
- 『臆病武士』 : 監督富沢進郎、1926年3月12日公開
- 『外道』 : 総監督マキノ省三、監督沼田紅緑、1926年4月3日公開 - 父吾作
- 『活動狂時代』 : 監督曾根純三、1926年5月5日公開 - その父と称する男
- 『裁かるゝ者』 : 総監督マキノ省三、監督勝見正義、1926年5月14日公開 - 実父善六
- 『夕陽の沈むころ』（『夕陽の沈む頃』[7]） : 監督富沢進郎、1926年5月28日公開 - 父純造
- 『花嵐』 : 監督村田正雄、1926年6月4日公開 - 父親佐兵衛
- 『転落』 : 監督井上金太郎、1926年6月18日公開 - 家臣藤本
- 『恋を背負う男』 : 監督中根龍太郎、1926年6月25日公開 - その父
- 『狂へる魂』 : 監督高見貞衛、1926年7月23日公開 - 主演
- 『牡丹燈籠』 : 監督沼田紅緑、1926年8月6日公開 - 飯島平左衛門
- 『大江戸の丑満時』 : 監督マキノ省三、1926年9月17日公開
- 『どんぐり長屋』 : 監督曾根純三、1926年10月1日公開 - 遠江屋喜十
- 『佐平次捕物帖 新釈紫頭巾 前篇』 : 総監督マキノ省三、監督沼田紅緑、1926年10月15日公開 - 美濃部十郎左衛門
- 『佐平次捕物帖 新釈紫頭巾 後篇』 : 総監督マキノ省三、監督沼田紅緑、1926年10月22日公開 - 美濃部十郎左衛門
- 『話』 : 監督衣笠貞之助、1926年11月14日公開
- 『恋の丸橋』 : 総指揮マキノ省三、監督勝見黙笑（勝見庸太郎）、監督補勝見正義、製作勝見庸太郎プロダクション、1926年11月14日公開 - 弓師八郎右衛門
- 『浪人地獄』 : 監督高見貞衛、1926年12月10日公開
- 『村に来た呑気者』 : 総指揮マキノ省三、監督中根龍太郎、1926年12月15日公開 - 村長光岡誠蔵（主演）
- 『大尉の娘』 : 監督井上金太郎、1927年1月10日公開 - 校長
- 『喧嘩買兵衛』 : 総監督マキノ荘造（マキノ省三）、監督勝見正義、製作勝見庸太郎プロダクション、1927年1月14日公開 - 下僕
- 『加藤清正公御一代記』[7]（『加藤清正』[6]） : 監督マキノ省三・沼田紅緑、製作立正活映・マキノプロダクション、1927年1月28日公開
- 『獣人』 : 監督鈴木謙作、1927年2月9日公開 - 富豪 時岡勘右衛門（主演）
- 『穴』 : 監督曾根純三、1927年4月15日公開
- 『恋の守備兵』 : 監督中根龍太郎、製作勝見庸太郎プロダクション、1927年6月10日公開 - その父
- 『砂絵呪縛 第一篇』 : 総指揮マキノ省三、監督金森万象、1927年9月8日公開 - 面作り松五郎
- 『砂絵呪縛 第二篇』 : 総指揮マキノ省三、監督金森万象、1927年9月8日公開 - 面作り松五郎
- 『人質』 : 総指揮マキノ省三、監督人見吉之助、1927年9月23日公開 - 重臣津野祐信
- 『任侠二刀流 第一篇』 : 監督高見貞衛、1927年11月11日公開 - 彦兵衛
- 『任侠二刀流 第二篇』 : 監督高見貞衛、1927年12月15日公開 - 彦兵衛
- 『任侠二刀流 終篇』 : 監督高見貞衛、1928年2月10日公開 - 彦兵衛
- 『忠魂義烈 実録忠臣蔵』（『忠魂義烈 實録忠臣蔵』） : 総指揮・監督マキノ省三、監督補秋篠珊次郎（井上金太郎）、1928年3月14日公開 - 大石の僕 八動、78分尺で現存（NFC所蔵[9]）
- 『噫山東』 : 監督吉野二郎、1928年6月29日公開 - 金太の父
- 『捕吏』 : 総指揮マキノ省三、監督中島宝三、1928年7月6日公開 - 福右衛門
- 『天明果報談』 : 監督金森万象、1928年7月20日公開 - 堀切三右衛門
- 『浪人街 第一話 美しき獲物』 : 総指揮マキノ省三、監督マキノ正博、1928年10月20日公開 - 酒屋の親父
- 『水戸黄門 東海道篇』 : 総指揮マキノ省三、監督中島宝三、1929年2月1日公開 - 武蔵屋万兵衛
- 『血吹雪 誉の陣太鼓』 : 監督押本七之輔、1929年2月15日公開 - 念仏次郎兵衛
- 『鳥鵆月白浪』 : 総指揮牧野省三、監督阪田重則、1929年3月15日公開 - 漁師磯右衛門
- 『豊大閤 足軽篇』 : 総指揮マキノ省三、監督中島宝三、1929年3月21日公開 - 藤井又右衛門
- 『女定九郎』 : 監督吉野二郎、1929年4月14日公開 - 与市兵衛
- 『西南戦争』 : 総指揮マキノ省三、監督中島宝三、1929年10月4日公開 - 石橋清七
- 『大逆倫』 : 監督勝見正義、監督補並木鏡太郎、製作勝見庸太郎プロダクション、1929年11月22日公開 - 吉川四郎左衛門
- 『地獄剣』 : 監督並木鏡太郎、1929年11月29日公開 - 伊丹屋徳右衛門
- 『特急本塁打』 : 監督三上良二、1930年1月10日公開 - 都生命野球部監督
- 『運命線上に躍る人々』 : 監督マキノ正博・久保為義、1930年2月14日公開 - 職工芹沢
- 『藤馬は強い』 : 監督勝見正義、1930年6月20日公開 - 下僕直助
- 『浜松屋 弁天小僧』 : 監督吉野二郎、1930年10月3日公開 - 浜松屋幸兵衛
- 『鬼薊就縛』 : 監督根岸東一郎、1930年11月7日公開 - 清吉の父兵ヱ、84分尺で現存（NFC所蔵[9]）
- 『信州侠客伝』（『兇状旅信州路』[9]） : 監督中島宝三、1930年11月14日公開 - 父甚兵衛、『兇状旅信州路』題・70分尺で現存（NFC所蔵[9]）

### 宝塚キネマ興行
すべて製作・配給は「宝塚キネマ興行」、すべてサイレント映画である。
- 『敵討愛慾行』 : 監督堀江大生、1932年12月15日公開 - 父伸左衛門
- 『頓珍漢漫遊記』 : 監督堀江大生、1933年1月25日公開
- 『辻占売の少女』 : 監督鈴木日出男、1933年3月26日公開 - 父 近藤安次、7分尺の断片が現存（NFC所蔵[9]）
- 『孝子五郎』（『孝子五郎正宗』[9]） : 監督久保文憲（久保為義）、1933年3月26日公開 - 桶屋太郎助、『孝子五郎正宗』題・33分尺で現存（NFC所蔵[9]）
- 『仮面の紅騎兵』 : 監督堀江大生、1933年9月8日公開
- 『からくり帖鬼譚』 : 監督後藤岱山、1933年11月30日（12月14日）公開
- 『田宮坊太郎 春風礫の剣法』 : 監督堀江大生・外山凡平・真野健次、1934年製作・公開 - 林山和尚、54分尺で現存（NFC所蔵[9]）

### 第一映画社
製作は「第一映画社」、配給は「松竹キネマ」、トーキーである。
- 『お嬢お吉』 : 監督高島達之助・溝口健二、1935年8月29日公開 - 平兵衞、64分尺で現存（NFC所蔵[9]）